# Philotheca deserti
Philotheca deserti är en vinruteväxtart. Philotheca deserti ingår i släktet Philotheca och familjen vinruteväxter.

## Underarter
Arten delas in i följande underarter:
- P. d. brevifolia
- P. d. deserti